# Kanton Châtellerault-3
Châtellerault-3 is een kanton van het Franse departement Vienne. Het kanton maakt deel uit van het arrondissement Châtellerault.    

In 2020 telde het 21.287 inwoners.

Het kanton werd gevormd ingevolge het decreet van 26 februari 2014 met uitwerking op 22 maart 2015.

## Gemeenten
Het kanton omvatte 11 gemeenten bij zijn oprichting.
Op 1 januari 2016 werden de gemeenten Saint-Sauveur en Senillé  samengevoegd tot de fusiegemeente (commune nouvelle) Senillé-Saint-Sauveur.
Sindsdien omvat het kanton de gemeenten :
- Châtellerault  (hoofdplaats)  (noordoostelijk deel)
- Chenevelles
- Coussay-les-Bois
- Leigné-les-Bois
- Lésigny
- Mairé
- Pleumartin
- La Roche-Posay
- Senillé-Saint-Sauveur
- Vicq-sur-Gartempe